# Kanuslalom-Weltmeisterschaften 2007
Die Kanuslalom-Weltmeisterschaften 2007 fanden vom 19. bis 23. September 2007 in Foz do Iguaçu, Brasilien statt. Verantwortlich war der Internationale Kanuverband gemeinsam mit dem Brasilianischen Kanuverband (Confederação Brasileira de Canoagem).
Die Wettkämpfe fanden unterhalb des Itaipú-Staudamms auf dem Río Paraná statt. Bedingt durch den entlegenen Ort und die Austragung in einem für die Öffentlichkeit nicht zugänglichen Bereich gab es praktisch keine Zuschauer. Während sich in den Männerdisziplinen die Favoriten durchsetzten, überraschte bei den Kajak-Damen die deutsche Jennifer Bongardt mit ihrem ersten Titelerfolg.

## Medaillengewinner

### Männer

#### Canadier
| Event    | Gold                                                                                                  | Zeit | Silber | Zeit | Bronze | Zeit |
| C-1      | Michal Martikán                                                                                       |      | Tony Estanguet                                                                                                |      | Robin Bell                                                                                                 |      |
| C-1 Team | FrankreichTony Estanguet Pierre Labarelle Nicolas Peschier                                            |      | DeutschlandJan Benzien Nico Bettge Lukas Hoffmann                                                             |      | TschechienStanislav Ježek Tomáš Indruch Jan Mašek                                                          |      |
| C-2      | SlowakeiPavol Hochschorner Peter Hochschorner                                                         |      | FrankreichPierre Luquet Christophe Luquet                                                                     |      | ItalienAndrea Benetti Erik Masoero                                                                         |      |
| C-2 Team | Tschechien Marek Jiras & Tomáš Máder Jaroslav Volf & Ondřej Štěpánek Jaroslav Pospíšil & David Mrůzek |      | Frankreich Cedric Forgit & Martin Braud Pierre Luquet & Christophe Luquet Damien Troquenet & Mathieu Voyemant |      | Slowakei Peter Hochschorner & Pavol Hochschorner Ladislav Škantár & Peter Škantár Tomáš Kučera & Ján Bátik |      |

#### Kajak
| Event    | Gold                                                       | Zeit | Silber                                                    | Zeit | Bronze                                                 | Zeit |
| K-1      | Sébastien Combot                                           |      | Fabian Dörfler                                            |      | Campbell Walsh                                         |      |
| K-1 Team | DeutschlandFabian Dörfler Alexander Grimm Erik Pfannmöller |      | FrankreichJulien Billaut Pierre Bourland Sébastien Combot |      | TschechienIvan Pišvejc Vavřinec Hradilek Luboš Hilgert |      |

### Frauen

#### Kajak
| Event    | Gold                                                         | Zeit | Silber                                                         | Zeit | Bronze                                                            | Zeit |
| K-1      | Jennifer Bongardt                                            |      | Elena Kaliská                                                  |      | Štěpánka Hilgertová                                               |      |
| K-1 Team | DeutschlandJennifer Bongardt Mandy Planert Jasmin Schornberg |      | TschechienŠtěpánka Hilgertová Irena Pavelková Marcela Sadilová |      | Vereinigtes KönigreichFiona Pennie Laura Blakeman Elizabeth Neave |      |

## Medaillenspiegel
| Platz  | Land                   | Gold | Silber | Bronze | Gesamt |
| ------ | ---------------------- | ---- | ------ | ------ | ------ |
| 1      | Deutschland            | 3    | 2      | —      | 5      |
| 2      | Frankreich             | 2    | 4      | —      | 6      |
| 3      | Slowakei               | 2    | 1      | 1      | 4      |
| 4      | Tschechien             | 1    | 1      | 3      | 5      |
| 5      | Vereinigtes Königreich | —    | —      | 2      | 2      |
| 6      | Australien             | —    | —      | 1      | 1      |
|        | Italien                | —    | —      | 1      | 1      |
| Gesamt | Gesamt                 | 8    | 8      | 8      | 24     |